# Megachile dampieri
Megachile dampieri là một loài Hymenoptera trong họ Megachilidae. Loài này được Cockerell mô tả khoa học năm 1907.